# Club Baloncesto Adareva Tenerife
El Club Baloncesto Adareva Tenerife, conocido también como Vega Lagunera Toyota Adavera Tenerife por motivos de patrocinio, es un club de baloncesto femenino español con sede en la ciudad de San Cristóbal de La Laguna (Tenerife, Canarias). Fundado en el año 2008 actualmente milita en la Liga Femenina Challenge, la segunda división del baloncesto femenino nacional.

## Historia
Un grupo de jugadoras sénior fundaron en 2008 el Club Baloncesto Adareva que comenzaría a competir la siguiente campaña en la Segunda División Autonómica.
En la temporada 2014-15 ya en la Primera División Autonómica las laguneras conquistan el campeonato insular y posteriormente el de Canarias, competición que se adjudicaría el 3 de mayo al vencer en la final al Gran Canaria 2014 La Caja de Canarias, haciendo valer su condición de equipo anfitrión. Ese mismo mes las chicas dirigidas por María Sosa y capitaneadas por Eva Serra consiguen alcanzar la segunda categoría del baloncesto femenino nacional tras superar la fase de ascenso celebrada en Granada donde el club tinerfeño se enfrentó al Club Náutico de Sevilla, ACD Gamarra y CD Ramón y Cajal UGR. Al mes siguiente adquiere su denominación actual incorporando a su nombre el de Tenerife.
En su estreno en categoría nacional las pupilas de María Sosa cumplieron de forma holgada los objetivos del club, finalizando en la sexta posición del grupo A. En esa campaña 2015-16 el Adareva no sería el único representante tinerfeño pues el también lagunero CDB Clarinos Ciudad de los Adelantados, fundado en 2014, afrontaba su segunda temporada en este nivel. Los dos derbis disputados se saldaron con victoria visitante, uno para cada equipo. En el primer enfrentamiento oficial entre ambos conjuntos el Adareva se impondría por un tanteador final de 73 a 78. En la segunda vuelta sería el Clarinos el que se llevaría la victoria, 65-77.
El club compite en la temporada 2016-17 bajo la denominación de Vega Lagunera Adareva como consecuencia de un acuerdo con el Ayuntamiento de La Laguna, ciudad que se barajó dejar para jugar en la capital de la isla.
La temporada 2020-21, marca otro hito histórico para el club, tras terminar segunda en su grupo de la Liga Femenina 2, en la fase de ascensoderrota en semifinales al Melilla La Salle, por 89-90, tras prórroga, consiguiendo el ascenso a la Liga Femenina Challenge, categoría en la que compite actualmente.

## Denominaciones
- CB Adareva (-2016)
- Vega Lagunera Adareva (2016-2018)
- CB Adareva (2018-2020)
- Vega Lagunera  Adareva Tenerife (2020-2021)
- Vega Lagunera Toyota Adareva Tenerife (2021-)

## Trayectoria
| Temporada | Nivel | División                | Pos. | Postemporada              | TR    | PO        |
| --------- | ----- | ----------------------- | ---- | ------------------------- | ----- | --------- |
| 2009-10   | 4     | 2.ª División Fem        | –    | –                         | –     | –         |
| 2010-11   | 4     | 2.ª División Fem        | 1.º  | Final CC (1.º)/ Ascenso   | –     | 2-0       |
| 2011-12   | 3     | 1.ª División Fem        | 3.º  | Final CC (2.º)            | 6-4   | 1-1       |
| 2012-13   | 3     | 1.ª División Fem        | 1.º  | Fase final (2.º)          | 6-0   | (2-0) 2-1 |
| 2013-14   | 3     | 1.ª División Fem        | 2.º  | Final CC (2.º)            | –     | 2-1       |
| 2014-15   | 3     | 1.ª División Fem        | 1.º  | Fase final (1.º)/ Ascenso | –     | (2-0) 3-0 |
| 2015-16   | 2     | Liga Femenina 2         | 6.º  | –                         | 15-11 | –         |
| 2016-17   | 2     | Liga Femenina 2         | 7.º  | –                         | 15-11 | –         |
| 2017-18   | 2     | Liga Femenina 2         | 14.º | Descenso                  | 4-22  | –         |
| 2018-19   | 3     | 1.ª División Fem        | 1.º  | Fase final (2.º)          | 16-0  | (2-0) 2-1 |
| 2019-20   | 3     | 1.ª División Fem        | 1.º  | Ascenso                   | 14-0  | –         |
| 2020-21   | 2     | Liga Femenina 2         | 8.º  | –                         | 12-14 | –         |
| 2021-22   | 3     | Liga Femenina 2         | 2.º  | Semifinal (2.º)/ Ascenso  | 20-6  | 3-1       |
| 2022-23   | 2     | Liga Femenina Challenge | 11.º | –                         | 11-19 | –         |
| 2023-24   | 2     | Liga Femenina Challenge | 12.º | –                         | 12-18 | –         |
| 2024–25   | 2     | Liga Femenina Challenge | 8.º  | Cuartos final (8.º)       | 16-14 | 1-1       |
| 2025–26   | 2     | Liga Femenina Challenge |      |                           |       |           |

## Instalaciones
Los diferentes equipos que conforman el club actúan como local en el pabellón del complejo deportivo Islas Canarias, instalaciones que también emplean para sus entrenamientos. Situado en el barrio de Finca España cuenta con capacidad para unos trescientos espectadores y es de titularidad municipal.